# Serge Roure
Pour les articles homonymes, voir Roure.
Serge Roure est un philosophe et essayiste français. Il est notamment l'auteur de l'Apologie du Casseur.

## Biographie
Serge Roure a suivi une formation académique à Sciences Po Lyon[réf. souhaitée], et à la Sorbonne. Il enseigne actuellement en tant que professeur de philosophie au Lycée Adam de Craponne, à Salon de Provence

## Publication
- Apologie du Casseur en octobre 2006.

Dans ce livre, Serge Roure montre qu'il existe des arguments pour clore la question du libre arbitre. L'Homme est déterminé et plus précisément sociologiquement déterminé, si bien que « si nous étions à la place d'un casseur nous aurions sans doute le même comportement. » Citation : « Les violences sociales sont produites par un environnement social violent. » Il s'attaque à l'utilisation du mot délinquant en montrant que personne n'est délinquant par nature mais au contraire que la délinquance est construite.
L'écriture du livre est à replacer dans un contexte précis, à savoir les émeutes de 2005 dans les banlieues françaises. Celles-ci, déclenchées par la mort de deux adolescents électrocutés, ont suscité à l'époque, quelques dissentiments de la part de la presse, mais aussi de personnalités politiques.
Le cœur de l'ouvrage est composé en trois parties. Premièrement, Roure aborde "L'illusion du déterminisme", en appuyant par plusieurs arguments que l'Homme serait bien déterminé. Puis, il enchaîne sur "La violence de l'État" qui maintiendrait un système inégalitaire malgré les principes de l'école Républicaine, et sanctionnerait ensuite les jeunes défavorisés par une justice punitive et réprobatrice, ce qui fait l'objet de la dernière partie du livre.
Quatrième de couverture :
Parce que la violence a sa légitimité
comme la patience a ses limites.

## Revue de presse
Serge Roure a eu l'occasion de se frotter aux médias télévisuel,, papier, et son premier livre a fait l'objet d'un article de la rubrique Les Raisons d'un Succès d'un NouvelObs, fin 2006.